# Oleksij Krasovs'kyj
Oleksij Ruslanovyč Krasovs'kyj (in ucraino Олексій Русланович Красовський?; Rokytne, 30 marzo 1994) è un fondista ucraino.

## Biografia
Ha cominciato a praticare lo sci di fondo a Shostka, dove i suoi genitori lavoravano in una scuola di sport per giovani, dopo essersi trasferiti lì quando lui era molto giovane. I suoi genitori sono stati i suoi primi allenatori. È stato anche allenato da Viktor Shamrai e Valerii Liesnikov.
Ha iniziato la sua carriera carriera agonistica nelle principali competizioni giovanili nel febbraio 2012, quando ha gareggiato ai Giochi olimpici giovanili di Innsbruck 2012, in cu si è classificato 14º nella staffetta mista, 20º nella 10 km tecnica classica e 25º nella gara sprint.
Ha esordito in Coppa del Mondo il 29 novembre 2014 a Ruka, in Finlandia, dova ha ottenuto l'80º posto nello sprint. Il suo miglior risultato in Coppa del Mondo è stato il 58º posto nello sprint a Dresda il 19 dicembre 2020. La sua migliore prestazione di squadra è stato il 22º posto nello sprint a squadre, ottenuto insieme a Dmytro Drahun il 20 dicembre 2020 a Dresda.
Ha debuttato ai Giochi olimpici invernali a Soči 2014, classificandosi 69º nella 15 km tecnica classica e 81º nello sprint.
Alla sua seconda Olimpiade invernale a Pyeongchang 2018, ha preso parte a quasi tutte le competizioni, tranne la staffetta maschile ed migliorato le sue prestazioni rispetto ai Giochi precedenti, ottenendo il 67º nello sprint, il 50º posto nella 50 km tecnica libera. Nello sprint a squadre si è piazzato 17º con Andriy Orlyk.
Ha rappresentato l'Ucraina ai Giochi olimpici per la terza volta a Pechino 2022, in cui ho ottenuto il 77º posto nella 15 km tecnica classica, il 64º nello sprint, e il 54º nello skiathlon. Nello sprint a squadre si è classificato 17º con Ruslan Perekhoda.
Ha partecipato a quattro edizioni dei mondiali: nel 2013, 2015, 2017 e 2019. La sua migliore prestazione personale è stato il 48º posto nello skiathlon nel 2017. 
Ha anche preso parte a tre Universiadi (Trentino 2013, Štrbské Pleso/Osrblie 2015, Almaty 2017), con il suo miglior risultato personale è stato il 6º nella 30 km classica mass start nel 2017.